# アンワールッディーン・ハーン
アンワールッディーン・ハーン（タミル語：അൻവറുദ്ദീൻ ഖാൻ, Anwaruddin Khan, 1672年 - 1749年8月3日）は、南インドのカルナータカ太守（在位：1744年 - 1749年）。

## 生涯

### ニザーム王国の家臣として
1672年、アンワールッディーン・ハーンはアワドのゴーパーマウーに生まれた。
アンワールッディーン・ハーンは成長すると、ムガル帝国の軍隊に入隊し、すぐに高位に上りつめた。
また、アンワールッディーン・ハーンはニザーム王国の始祖カマルッディーン・ハーンにも見いだされてその右腕となり、1724年に彼が独立したのち、1725年にラージャムンドリーの支配も委ねられた。

### カルナータカ太守の継承
1742年10月13日、カルナータカ太守サフダル・アリー・ハーンが暗殺されると、デカン地方のニザーム王国も彼の正当性を支持し、カルナータカ地方政権の領土に歩兵20万と騎兵8万の軍を送った。
1743年3月、ニザーム軍は首都アルコットを占領したのち、カルナータカにおける権力の確立しようと、ティルチラーパッリのマラーターを包囲し（ティルチラーパッリ包囲戦）、8月29日にこれを占領した。このとき、アンワールッディーン・ハーンはその指揮官を務めた。
1744年3月、太守サアーダトゥッラー・ハーン2世の後見役であったホージャ・アブドゥッラー・ハーンが暗殺されると、同月28日にアンワールッディーン・ハーンが新たな後見役となった。
そして、7月にサアーダトゥッラー・ハーン2世も暗殺され、アンワールッディーン・ハーンがニザームにより新太守に任命された。ここに、カルナータカ太守はナワーヤト朝に代わり、アンワーリーヤ朝が世襲するところとなった。
これに激怒したのがナワーヤト家のチャンダー・サーヒブだった。彼はサアーダトゥッラー・ハーン2世の義理の叔父で、ドースト・アリー・ハーンの娘婿である自分こそが新太守にふさわしいと思っていた。これにより、ナワーヤト朝とアンワーリーヤ朝との対立が生じることとなった。

### 第一次カーナティック戦争の勃発と関与

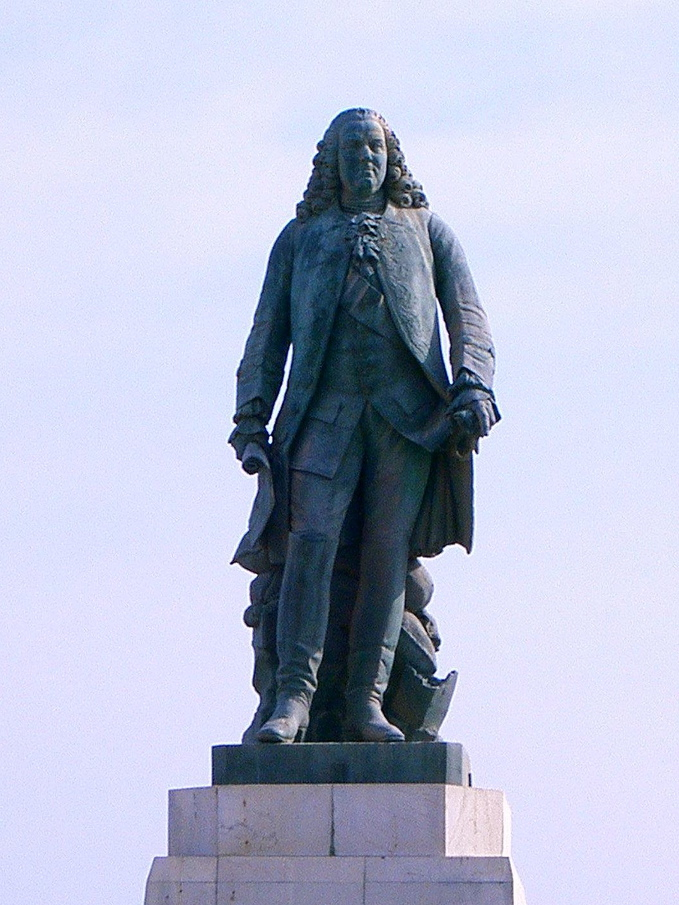
デュプレクス

当時、インドの覇権をめぐって争っていたマドラスを拠点としたイギリスとポンディシェリーを拠点としたフランス（1740年のオーストリア継承戦争により戦争が勃発していた）の争いが持ち込まれ、同年に第一次カーナティック戦争（カルナータカ戦争）が勃発した。その際、アンワールッディーン・ハーンは両軍に陸上における戦いを禁じた。
イギリスとフランスは南インドの地で4年にわたり争い、フランスはジョゼフ・フランソワ・デュプレクスのもと優勢に戦い、1746年9月21日にはマドラスの戦いでマドラスを占領した。
その際、アンワールッディーン・ハーンはフランスのマドラス占領に抗議し、フランス軍に対して軍を差し向けたが、その強力な火器により退却を余儀なくされた（アディヤールの戦い）。
1748年10月にヨーロッパの戦争が終わると、第一次カーナティック戦争も終結した。

### 第二次カーナティック戦争と死

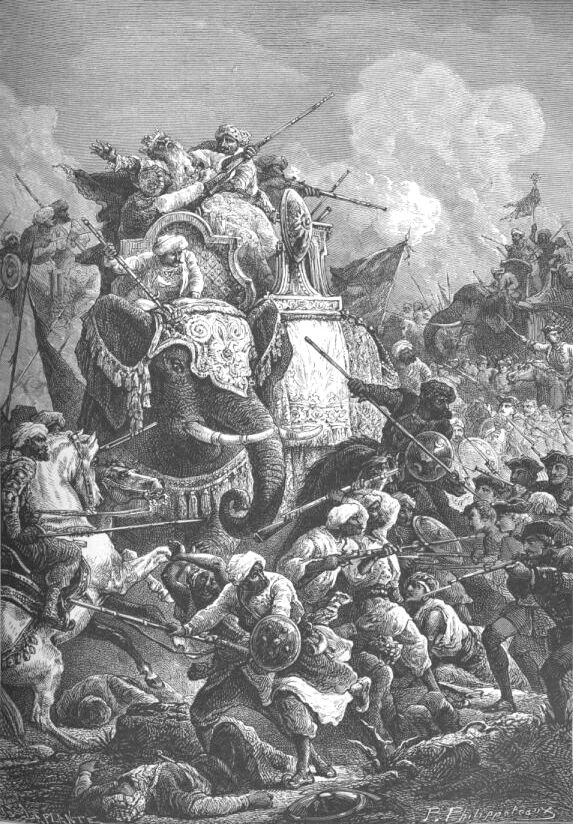
アンワールッディーン・ハーンの死

第一次戦争が終結した同年、デカンのニザーム王国では、アーサフ・ジャーが死亡し、息子のナーシル・ジャングと孫のムザッファル・ジャングが王位を争っており、フランスはこれに目を付けた。また、同じ頃にマラーター本国で幽閉されていたチャンダー・サーヒブも開放された。
また、フランスはカルナータカ地方政権とニザーム王国の内部争いに関与し、デュプレクスはチャンダー・サーヒブやムザッファル・ジャングと同盟を結ぼうとした。ムザッファル・ジャングも叔父ナーシル・ジャングを倒すため、チャンダー・サーヒブもアンワールッディーン・ハーンから太守位を奪うためにこれに参加した。
そして、1749年8月3日、アンワールッディーン・ハーンはアンブールで、フランスとチャンダー・サーヒブ、ムザッファル・ジャングの連合軍と戦い、敵の凶弾に斃れた（アンブールの戦い）。
これにより、第二次カーナティック戦争が勃発し、チャンダー・サーヒブとアンワールッディーン・ハーンの息子ムハンマド・アリー・ハーンの二人がカルナータカ太守として併立することとなった。